# Waal (település)
Waal település Németországban, azon belül Bajorországban. Lakosainak száma 2397 fő (2023. december 31.).

## Népesség
A település népessége az elmúlt években az alábbi módon változott:
| Lakosok száma | 909  | 1296 | 1377 | 1784 | 2181 | 2224 | 2245 | 2291 | 2369 | 2397 |
|               | 1875 | 1950 | 1975 | 1987 | 2012 | 2014 | 2016 | 2017 | 2021 | 2023 |